# 马丁罗达 (瓦特堡县)
马丁罗达（德語：Martinroda，發音：[maʁtiːnˈʁoːda]）是德国图林根州瓦特堡县曾经的一个市镇，面积6.3平方千米，人口为273人。2013年12月31日，马丁罗达所属的法哈管理共同体解散，其与另外2个成员市镇并入市镇法哈。